# Timsó

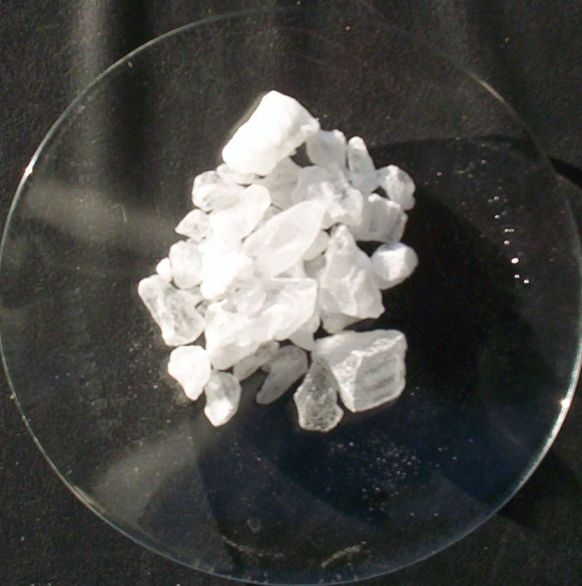
Timsó (KAl(SO_{4})_{2}·12H_{2}O)

A timsó egyrészt egy konkrét vegyület, az alumínium-kálium-szulfát, másrészt szervetlen vegyületek egy csoportja. Kémiai felépítésüket tekintve kettős szulfátok. A legismertebb timsó a kálium-alumínium-szulfát (KAl(SO4)2·12H2O). Általános képletük: AB((SO4)2·12H2O), ahol A egyértékű, B háromértékű kation. Az elemek közül az alumínium (l. timföld) neve a timsó latin nevéből (alumen) származik.

## Kémiai összetételük
A timsók kettős szulfátok, általános képletük AB(SO4)2·12H2O, ahol A egyértékű kation, amely lehet fémion, pl. nátrium- (Na+), kálium- (K+) vagy céziumion (Cs+), vagy pedig összetett kation, pl. ammóniumion (NH+4), míg a B háromértékű fémion, pl. alumínium- (Al3+), vas(III)- (Fe3+), króm(III)- (Cr3+) vagy mangán(III)-ion (Mn3+). A timsók mindig 12 mol kristályvízzel kristályosodnak. A lítiumionok kis mérete miatt a lítium nem képez timsót, a nátriumnak is csak egyféle timsója létezik.

## Tulajdonságaik, felhasználásuk
Vízben oldódnak, vizes oldatuk savas kémhatású. Fanyar, összehúzó ízű anyagok. Felhasználásuk: vérzéscsillapítás, fertőtlenítés, bőrcserzés.

## Lelőhely
A mai Magyarország területén timsóbányászat az 1800-as években folyt a Mátrában, Parád környékén, elsősorban az Orczy család birtokain.